# Cao Cse
Cao Cse (pinjin: Cao Zhi; névváltozatok: C’ao Csi, Cao Cse-csien; 192 – 232) kínai költő.
Cao Cao, a nagy hatalmú tábornok harmadik fia, Cao Pi öccse volt a Han-dinasztia végén, a kínai történelem három királyság néven ismert szakaszában. Már fiatal korában megmutatkozott költői tehetsége. Húszéves korában több mint tízezer verssort tudott fejből idézni. Saját alkotásaival megszerezte számára a kor híres költői, többek közt az apja által támogatott költői csoport, a „Csien-an kor hét költője” barátságát.
Költői tehetsége mellett szeszélyes, önfegyelemre képtelen személyiség volt és már fiatalon erősen ivott.
Cao Cao halála után bátyja, Cao Pi császárrá lett. Cao Cse (Cao Zhi)t ekkor bátyja félreállította, osztályrésze élete végéig a mellőzés és az üldöztetés lett. Rendkívüli tehetsége, amely a politikában nem juthatott szerephez, költészetében alkotott maradandót.

## Magyarul
- Cao Cse versei / Cao Cao és Cao Pi verseiből; ford. Csukás István et al., vál., prózaford., utószó, jegyz. Tőkei Ferenc; Európa, Bp., 1960
- A Lo tündére; ford. Szerdahelyi István, előszó, jegyz. Tőkei Ferenc; Balassi, Bp., 1997 (Kínai-magyar irodalmi gyűjtemény, 1/7.)